# Rod Barry
Rod Barry (* 5. Dezember 1971 in New York City) ist ein US-amerikanischer Pornodarsteller.

## Leben
Als Pornodarsteller ist Rod Barry in den Vereinigten Staaten tätig. Er erhielt bedeutende Preise und Auszeichnungen der Pornoindustrie. Barry wohnt in Brooklyn, New York City.

## Filmografie (Auswahl)

### Schauspieler
- Beach Buns
- Beach Head
- Born 2 Be Bad
- Brad'$ Buddie$ (2002, Forest Films/Premier Pictures)
- Bringing Out Brother (2002, All Worlds)
- Chain of Command
- Fine Bi Me
- A Lesson Learned
- White Trash
- Driver
- The New Coach
- Mercury Rising
- Bolt
- Getting It Straight
- Forced Entry
- Return to Fire Island
- Thirst
- That Dick is Huge

### Filmregisseur
- Argentinean Auditions
- Argentinean Auditions #2
- Down the Drain

## Preise und Auszeichnungen (Auswahl)
- 1997: Gay Erotic Video Awards, nominiert als Bester Newcomer
- 1998: Grabby Awards als Bester Nebendarsteller in A Lesson Learned (All Worlds Video)
- 2002: GayVN Awards, als Bester Nebendarsteller in White Trash
- 2004: GayVN Awards, Beste Gruppenszene mit Johnny Hazzard, Theo Blake, Alex LeMonde, Kyle Lewis, Dillon Press, Troy Punk, Shane Rollins, Rob Romoni, Anthony Shaw und Sebastian Tauza in Bolt (Rascal Video)
- 2006: Grabby Awards, Sieger als Hottest Versatile Performer